# Roussillon (Vaucluse)
Roussillon é uma comuna francesa na região administrativa da Provença-Alpes-Costa Azul, no departamento de Vaucluse. Estende-se por uma área de 29,77 km². Em 2010 a comuna tinha 1 334 habitantes (densidade: 44,8 hab./km²).
Pertence à rede das As mais belas aldeias de França.